# Gunilla Kvarnström
Gunilla Kvarnström, ur. w 1946 - szwedzka ilustratorka książek, córka architekta Lennarta Kvarnströma.
Ilustrowała książki następujących autorów: Dan Höjer, Ulf Sindt, Hans Peterson, Karin Levander, Görel Kristina Näslund, Cecilia Hagen, Susin Lindblom, Nina Matthis. W Polsce wydano z jej obrazkami "Wielką księgę siusiaków" i "Wielką księgę cipek".